# 岡田芳朗
岡田 芳朗（おかだ よしろう、1930年6月12日 - 2014年10月21日）は、日本の歴史学者、暦学者、女子美術大学名誉教授。日本古代史専攻。暦の会会長。東久留米市文化財保護審議会会長。新宿区文化財保護審議会会長。杉並区文化財保護審議会委員。

## 来歴
東京市日本橋区生まれ。1953年早稲田大学教育学部卒業。1956年同大学院修士課程修了。女子美術大学助教授、教授、1994年定年、名誉教授、文化女子大学教授。2001年退職。日本カレンダー暦文化振興協会最高学術顧問のほか、暦の歴史を研究する民間団体「暦の会」を1973年に設立し、会長を務めた。
2014年10月21日に肺炎のため死去。84歳没。死後、所蔵していた蔵書や資料が遺族から国立天文台に寄贈され、三鷹図書室岡田芳朗文庫となった。
2025年3月17日、国際天文学連盟〈IAU〉は、惑星43753をOkadayoshirouと命名した。盟友であった古川麒一郎氏が発見、申請したことに因む。

## 著書
- 『グレゴリー暦の文化史的研究 現行暦の起源と普及および改良問題』日本史攷究会、1959
- 『クイズで切手につよくなる本』講談社・マガジンブックス、1971
- 『日本の暦』木耳社、1972
- 『切手の歴史』講談社、1976
- 『陰暦と日本人 歴史がはぐくんだ生活の知恵』実業之日本社、1978 実日新書
- 『南部絵暦』法政大学出版局、1980 ものと人間の文化史
- 『暦ものがたり』1982 角川選書
- 『「伝承の知恵」暦を読む』三修社、1987
- 『古都・古寺・古仏 その美と歴史を訪ねて』文化出版局、1988
- 『暦と運勢がわかる本』三笠書房・知的生きかた文庫、1991
- 『明治改暦 「時」の文明開化』(大修館書店、1994年）ISBN 9784-469-22100-8
- 『日本の暦』新人物往来社、1996
- 『こよみ 現代に生きる先人の知恵』神社新報社、1999 神社新報ブックス
- 『暦のからくり 過去から学ぶ人生の道しるべ』はまの出版、1999
- 『暮らしのこよみ歳時記』講談社、2001
- 『アジアの暦』大修館書店、2002 あじあブックス
- 『南部絵暦を読む』大修館書店 2004 あじあブックス
- 『旧暦読本 現代に生きる「こよみ」の知恵』創元社、2006
- 『暦に見る日本人の知恵』日本放送出版協会、2008 生活人新書
- 『春夏秋冬暦のことば』大修館書店、2009
- 『切手の歴史（復刻版）』講談社、2024　講談社学術文庫

## 共編著
- 『東久留米市史』〈監修責任〉東久留米市史編さん委員会、1974
- 『日本古代史の概説と研究』瀬山健一共著 梓出版社、1984
- 『東久留米市文化財資料集 第10集 (板碑編) 』改訂版 編著 東久留米市教育委員会、1985
- 『現代こよみ読み解き事典』阿久根末忠共編著 柏書房、1993
- 『江戸の絵暦』編著 大修館書店、2006
- 『暦を知る事典』伊東和彦、後藤晶男、松井吉昭共著 東京堂出版、2006
- 『日本の暦 旧暦と新暦がわかる本』編 新人物往来社、2009
- 『年中行事読本:日本の四季を愉しむ歳時ごよみ』松井吉昭共著　創元社 (2013.10)
- 『暦の大事典』朝倉書店　2014

## 記念論集
- 『時と文化 日本史攷究の視座 岡田芳朗先生古稀記念論集』日本史攷究会編 歴研 2000

## 参考
- 春夏秋冬暦のことば - 紀伊國屋書店BookWeb
- 暦の会